# Théâtre du Rond-Point
 (février 2018).
Si vous disposez d'ouvrages ou d'articles de référence ou si vous connaissez des sites web de qualité traitant du thème abordé ici, merci de compléter l'article en donnant les références utiles à sa vérifiabilité et en les liant à la section « Notes et références ».
Le théâtre du Rond-Point est un théâtre parisien, situé dans le 8e arrondissement, 2bis avenue Franklin-D.-Roosevelt, à proximité des Champs-Élysées.

## Historique

### Panorama
En 1838, l'architecte Jacques Hittorff est chargé par Louis-Philippe de réaliser une rotonde dans le grand carré des Jeux des Champs-Élysées. Inaugurée en 1839, elle est intégrée aux bâtiments de l'Exposition universelle de 1855 puis détruite l'année suivante. 
Une nouvelle rotonde, nommée Panorama National, est alors construite en 1860 par l'architecte Gabriel Davioud à l'angle de l'« avenue d'Antin » (actuelle avenue Franklin-D.-Roosevelt) et des Champs-Élysées. Connu également sous le nom de Panorama des Champs-Élysées, le bâtiment est destiné à exposer des peintures à 360° qui figurent le plus souvent des batailles historiques, mais également des destinations lointaines telles que les pyramides. Dans ce genre d'attraction qui fleurit partout en Europe au XIXe siècle, on vient admirer au centre de toiles peintes de 14 m de hauteur et de 120 m de circonférence les grandes batailles de l'Empire (panoramas de Sébastopol et de Solférino). Le peintre Jean-Charles Langlois (1789-1870) obtient la direction artistique de l'établissement, inauguré le 1er août 1860. 

### Patinoire
En décembre 1893, l'intérêt pour les panoramas passant de mode, le site devient une patinoire, activité en vogue venue des pays anglo-saxons. Le bâtiment prend le nom de Palais de Glace. La piste de patinage est entourée d'un promenoir doté de grands miroirs, lui-même surplombé par une galerie décorée de fresques. Un espace de restauration propose du chocolat chaud, tandis que joue un orchestre de 50 musiciens (en 1894, l'orchestre du casino de Dieppe est invité à s'y produire). Cette patinoire couverte est l'une des attractions les plus prisées du Paris de la Belle Époque et rouvre chaque année au mois d'octobre.
En 1935, Jean Cocteau l'évoque dans ses Portraits-souvenir en parlant d'une « pastille de menthe monumentale », « couverte de sciure de glace par les freinages des virtuoses qui foncent, courbés en deux, la cigarette dans le dos, et qui soudain, se retournent d'un bloc, droits, désinvoltes, contre le pourtour, auprès des petits cris d'une spectatrice. »
Une petite usine frigorifique était aménagée en sous-sol pour produire la glace, à raison de deux tonnes par heure, ainsi que l'électricité pour l'éclairage. La patinoire demeure en activité jusqu'à la fin des années 1970, l'intérêt du public ayant passé.

### Théâtre

#### Compagnie Renaud-Barrault
En 1981, la compagnie de Madeleine Renaud et Jean-Louis Barrault doit quitter l'ancienne gare d'Orsay où doit être créé un musée et transporte la structure mobile et démontable qui avait été conçue au théâtre d'Orsay pour la remonter dans cette nouvelle enceinte. La rotonde, domaine municipal, est vidée et réaménagée par les architectes Biro et Fernier. Le Conseil de Paris alloue à la troupe de théâtre un bail de vingt ans. Le théâtre ouvre ses portes en mars 1981 avec un spectacle de Jean-Louis Barrault, L'Amour de l'amour, d'après des textes d'Apulée, La Fontaine et Molière.
De 1981 à 1991, jusqu'au départ du couple Renaud-Barrault, le théâtre du Rond-Point présente des œuvres contemporaines (Marguerite Duras, Nathalie Sarraute, Samuel Beckett, Yukio Mishima) ainsi que des spectacles traditionnels venus d'Extrême-Orient (Ramayana de Thaïlande, opéra javanais, musiques et danses tibétaines).

#### Transition
En 1991, le ministère de la Culture confie le Rond-Point à une association présidée par Robert Abirached et nomme Chérif Khaznadar à la direction du théâtre le 1er janvier 1992. Des travaux de rénovation et d'aménagement sont confiés à l'architecte Jean-Michel Wilmotte : aménagement d'un vaste hall d'entrée, d'une salle d'exposition, du restaurant, création d'une librairie. Le Rond-Point/théâtre Renaud-Barrault héberge alors l'Académie expérimentale des théâtres dirigée par Michelle Kokosowski et accueille une partie de la programmation de la Maison des cultures du monde et du festival d'automne à Paris.

#### Marcel Maréchal
En 1995, Marcel Maréchal prend la direction du Rond-Point. La grande salle est entièrement remodelée et redécorée. Elle prend le nom de salle Renaud-Barrault et compte 760 places. La petite salle devient salle Jean Vauthier, la salle d'exposition galerie Audiberti. La première saison s'ouvre avec la trilogie de Paul Claudel : L'Otage, Le Pain dur, Le Père humilié et se poursuit avec Quoat-Quoat de Jacques Audiberti. De 1996 à 1997, sept spectacles sont présentés, parmi lesquels En attendant Godot de Samuel Beckett et la création de Les Enfants du paradis de Jacques Prévert. En 1998, Rêver peut-être de Jean-Claude Grumberg dans une mise en scène de Jean-Michel Ribes.
En 2000-2001, la direction provisoire du théâtre est confiée à Philippe Buquet. 
La société à responsabilité limitée Théâtre du Rond Point est créée le 1er janvier 1995. 

#### Jean-Michel Ribes
En 2001, la direction du théâtre est confiée à Jean-Michel Ribes — auteur dramatique, metteur en scène et cinéaste — qui en fait un haut lieu de la création contemporaine en s'engageant à ne produire et diffuser que des auteurs vivants. Le théâtre est renommé le Rond-Point tout court, jugé plus efficace. Une troisième salle est créée et Gérard Garouste peint le nouveau logo : « […] un auteur, un homme qui marche, avec une plume en forme de nuage qui fait qu'il rêve. Mais on voit dépasser son sexe pour montrer qu'il y a une vitalité… » (Jean-Michel Ribes). 
Depuis 2004, Stéphane Trapier collabore avec le théâtre du Rond-Point dont il réalise toutes les affiches.
De 35 à 40 spectacles par an sont programmés, « pas ce que les gens aiment, mais ce qu'ils ne savent pas encore qu'ils aiment. […] C'est toujours une rampe de lancement, un théâtre d'aéroport : on s'asseoit et on décolle vers des destinations inconnues » (Ribes).

##### Polémique
En décembre 2011, la présentation de la pièce Golgota picnic de Rodrigo Garcia suscite les protestations de militants catholiques traditionalistes, qui manifestent devant le théâtre.

##### Départ de Ribes
À la fin de l'année 2022, Jean-Michel Ribes quitte la direction du théâtre, qui est reprise, à partir de 2023, par Laurence de Magalhaes et Stéphane Ricordel, l’ex duo du théâtre Le Monfort.

## Statut et subventions

### Théâtre
Le théâtre du Rond-Point est une salle au fonctionnement unique en France, ni vraiment public, ni vraiment privé (la part de subventions représente 45 % de son budget, qui plafonne à 9 millions d’euros).
Il est subventionné à parité par l'État à travers le ministère de la Culture et la mairie de Paris. En 2014, il bénéficie de subventions de près de 4 millions d'euros, dont une subvention d'exploitation de 1 960 000 euros HT de la part de la mairie de Paris. Pointé du doigt par des élus de droite pour ce montant élevé de subventions, Jean-Michel Ribes rappelle que le budget annuel de la SARL est néanmoins constitué de recettes propres pour 64 % (dont 48 % de billetterie et apports artistiques).

### Restaurant
Le restaurant du théâtre est fermé en 2016 après sa mise en faillite mais a depuis rouvert, entièrement redécoré par le scénographe Patrick Dutertre.

## Vents contraires
En mai 2010, Jean-Michel Ribes et Jean-Daniel Magnin lancent Ventscontraires.net, le premier média en ligne européen porté par un lieu culturel. L'idée de départ était de créer une 4e salle virtuelle où pourraient intervenir des artistes qu'on ne peut pas voir sur les scènes du Rond-Point (écrivains, dessinateurs, vidéastes…), dans l'esprit de subversion joyeuse qui anime ce théâtre.
En cinq ans, la revue collaborative du théâtre du Rond-Point a réuni 400 chroniqueurs de France et d’ailleurs, ainsi que de nombreux artistes et personnalités programmés au Rond-Point, qui y ont rapidement trouvé leur place.
Depuis mai 2014, la revue a renforcé son travail éditorial en ouvrant chaque mois un dossier thématique qui pose une question de société à laquelle répondent les contributeurs de la revue et des spécialistes, philosophes, historiens, économistes, essayistes invités par la rédaction.

### Chroniqueurs
Liste non exhaustive
- Christophe Alévêque, humoriste
- Fernando Arrabal, poète, dramaturge et cinéaste
- Marion Aubert, comédienne
- Pénélope Bagieu, dessinatrice de BD
- Allan Barte, auteur de BD
- Clément Bénech, écrivain
- Éric Chevillard, écrivain
- Jean-Loup Chiflet, écrivain et éditeur
- Colin Thibert, auteur et scénariste
- Isabelle Cousteil, ingénieure culturelle
- Manault Deva, artiste
- Pierre-Antoine Durand, compositeur
- Ramize Erer, dessinatrice
- David Foenkinos, écrivain
- Noël Godin, entarteur
- Goubelle, dessinateur de presse
- Jean-Marie Gourio, auteur et scénariste
- Stéphane Guérin, dramaturge
- Jean-Michel Helvig, journaliste et écrivain
- Thierry Illouz, avocat, écrivain et dramaturge
- Sophie Jabès, écrivaine et productrice
- Régis Jauffret, écrivain
- Gérard Levoyer, dramaturge
- Pierre Notte, dramaturge, metteur en scène et comédien
- Martin Page, écrivain
- Judith Perrignon, journaliste et essayiste
- Éric Reinhardt, romancier et éditeur d'art
- Vincent Roca, humoriste
- Olivier Steiner, écrivain
- Rodolphe Trouilleux, historien et écrivain
- Martin Winckler, romancier

## Galerie

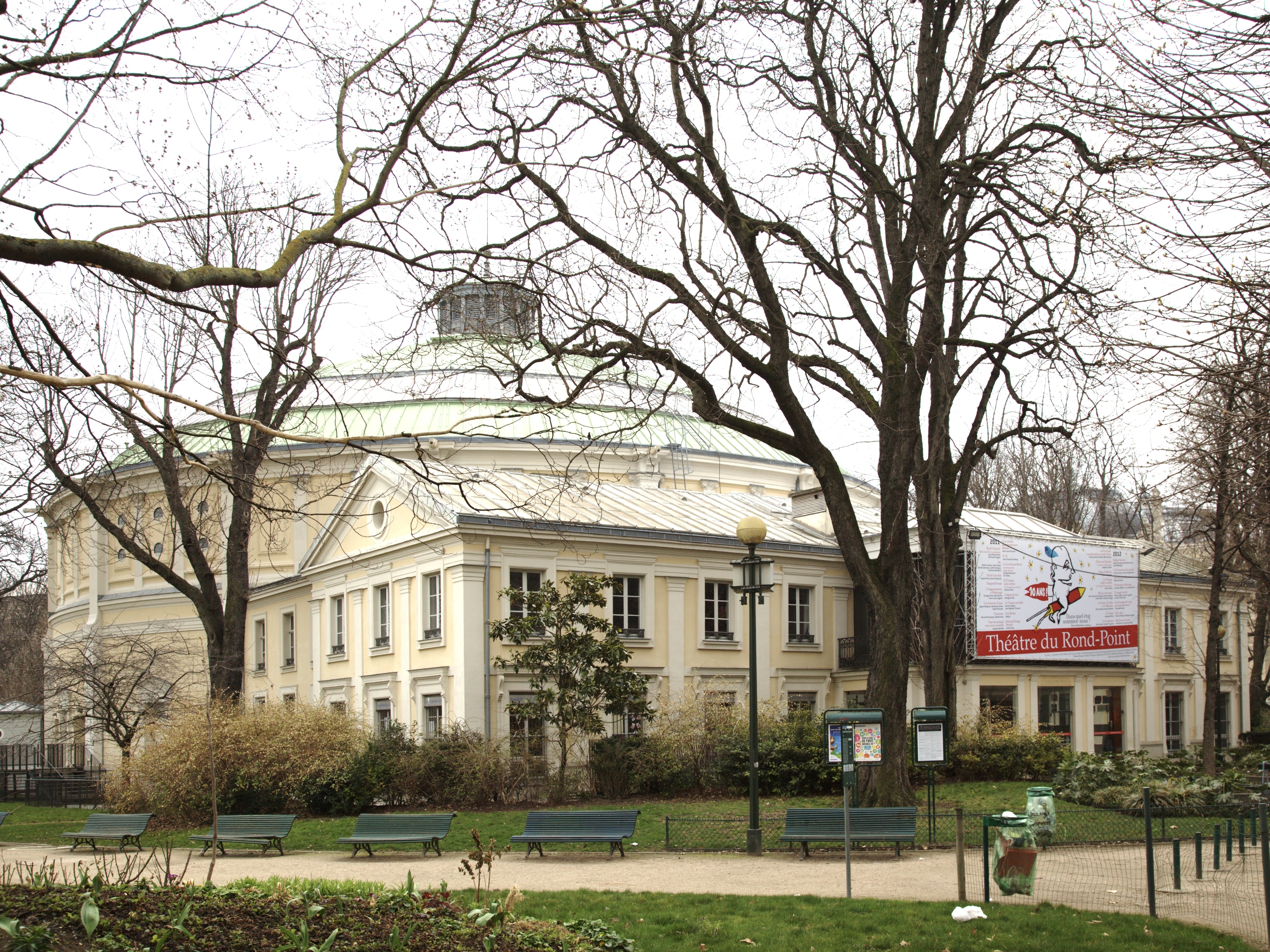
Vue depuis le rond-point des Champs-Élysées.
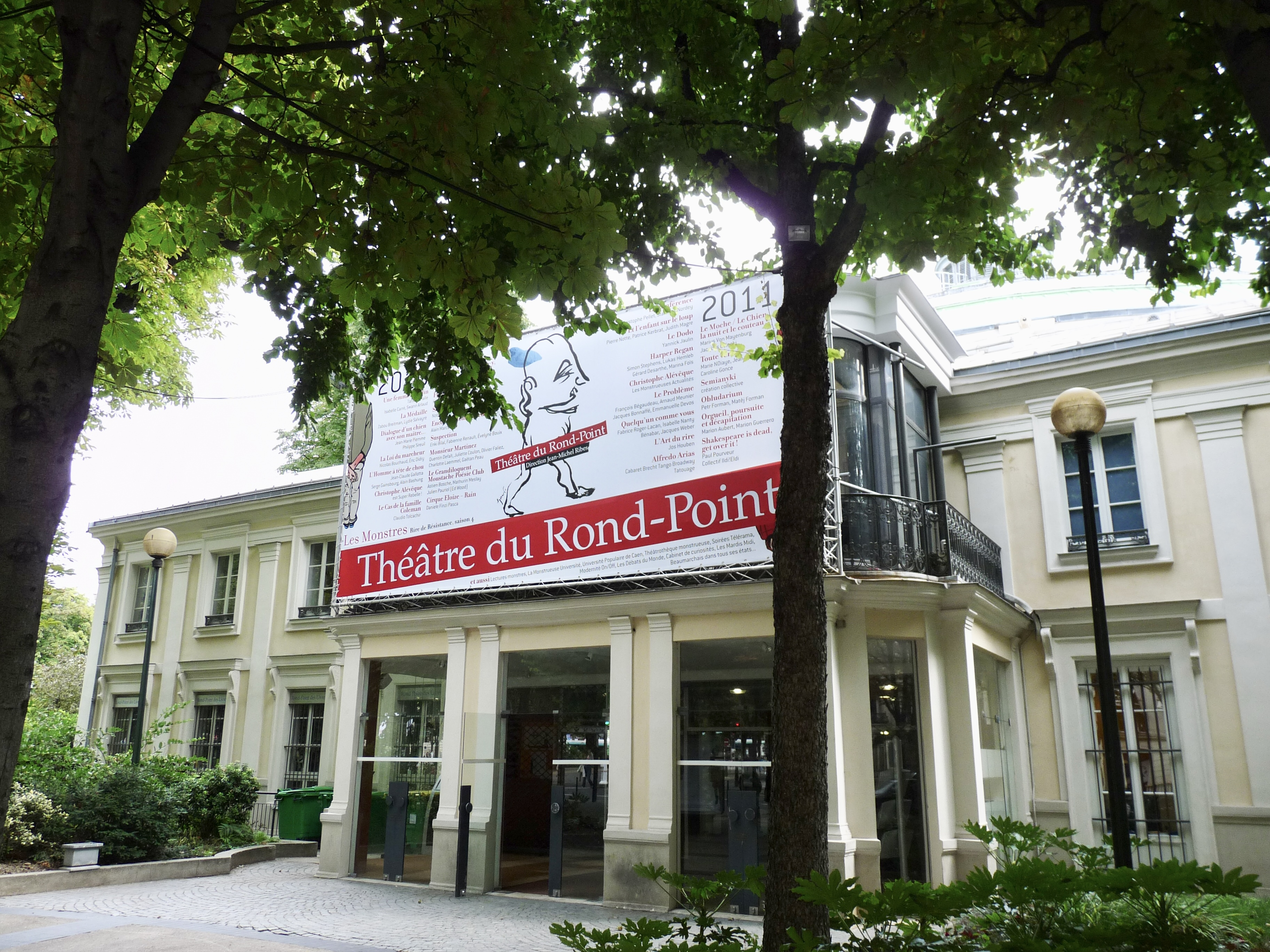
Entrée du théâtre.
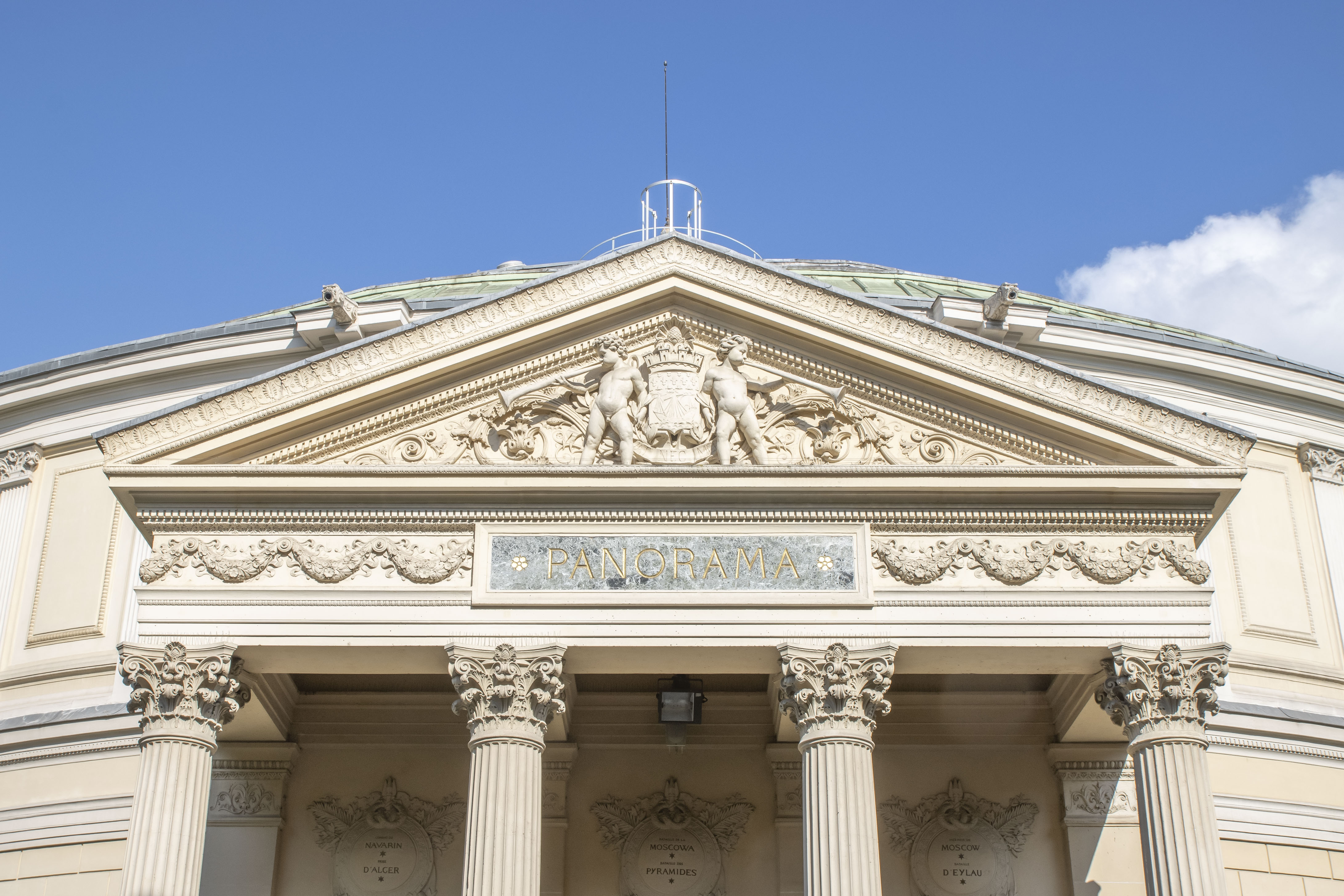
Fronton de l'édifice.